# Episodi di Mike & Molly (seconda stagione)
La seconda stagione della serie televisiva Mike & Molly, composta da 23 episodi, è stata trasmessa negli Stati Uniti dal 26 settembre 2011 al 14 maggio 2012 sul canale CBS.
In Italia, la stagione è andata in onda dal 1º aprile al 12 agosto 2012 sul canale a pagamento Steel. In chiaro è stata trasmessa su Italia 1 dall'11 ottobre al 14 novembre 2013.
| nº | Titolo originale      | Titolo italiano                | Prima TV USA      | Prima TV Italia |
| -- | --------------------- | ------------------------------ | ----------------- | --------------- |
| 1  | Goin' Fishin'         | Andando a pesca                | 26 settembre 2011 | 1º aprile 2012  |
| 2  | Dennis's Birthday     | Il compleanno di Dennis        | 3 ottobre 2011    | 1º aprile 2012  |
| 3  | Mike in the House     | Mike in casa                   | 10 ottobre 2011   | 8 aprile 2012   |
| 4  | 57 Chevy Bel Air      | Chevrolet Bel Air del '57      | 17 ottobre 2011   | 15 aprile 2012  |
| 5  | Victoria Runs Away    | Victoria scappa di casa        | 24 ottobre 2011   | 22 aprile 2012  |
| 6  | Happy Halloween       | Felice Halloween               | 31 ottobre 2011   | 29 aprile 2012  |
| 7  | Carl Meets A Lady     | L'amore per Carl               | 7 novembre 2011   | 6 maggio 2012   |
| 8  | Peggy Gets a Job      | Peggy trova lavoro             | 14 novembre 2011  | 13 maggio 2012  |
| 9  | Mike Cheats           | Gli imbrogli di Mike           | 21 novembre 2011  | 20 maggio 2012  |
| 10 | Molly Needs a Number  | Nozze si, nozze no             | 5 dicembre 2011   | 27 maggio 2012  |
| 11 | Christmas Break       | Vacanze di Natale              | 12 dicembre 2011  | 3 giugno 2012   |
| 12 | Carl Has Issue        | Una relazione impegnativa      | 2 gennaio 2012    | 10 giugno 2012  |
| 13 | Victoria Can't Drive  | Donna al volante...            | 16 gennaio 2012   | 17 giugno 2012  |
| 14 | Joyce's Choices       | Vecchi amici e nuovi fidanzati | 6 febbraio 2012   | 24 giugno 2012  |
| 15 | Valentine's Piggyback | San Valentino da imbucati      | 13 febbraio 2012  | 1º luglio 2012  |
| 16 | Surprise              | Festa a sorpresa               | 20 febbraio 2012  | 8 luglio 2012   |
| 17 | Mike Likes Lasagna    | Lasagne e poesia               | 27 febbraio 2012  | 15 luglio 2012  |
| 18 | Peggy Goes to Branson | Peggy va a Branson             | 19 marzo 2012     | 22 luglio 2012  |
| 19 | Molly Can't Lie       | Molly non mente                | 9 aprile 2012     | 29 luglio 2012  |
| 20 | The Dress             | Il vestito da sposa            | 16 aprile 2012    | 5 agosto 2012   |
| 21 | Bachelor/Bachelorette | La sera prima del matrimonio   | 30 aprile 2012    | 5 agosto 2012   |
| 22 | The Rehearsal         | Prove di nozze                 | 7 maggio 2012     | 12 agosto 2012  |
| 23 | The Wedding           | Il matrimonio                  | 14 maggio 2012    | 12 agosto 2012  |

## Andando a pesca
- Titolo originale: Goin' Fishin'
- Diretto da: James Burrows
- Scritto da: Chuck Lorre e Mark Roberts (soggetto); Julie Bean, Don Foster e Al Higgins (sceneggiatura)

### Trama
Ora che sono fidanzati, Molly vuole che Mike si concentri sull'organizzazione del loro matrimonio, ma le intenzioni di Molly intralciano una spedizione di pesca con gli amici che Mike ha organizzato.

## Il compleanno di Dennis
- Titolo originale: Dennis's Birthday
- Diretto da: James Burrows
- Scritto da: Chuck Lorre e Mark Roberts (soggetto); Don Foster, Mark Gross e Carla Filisha (sceneggiatura)

### Trama
Peggy prepara una grossa sorpresa per celebrare il compleanno di Dennis.